# 18961 Hampfreeman
18961 Hampfreeman (2000 QR140) là một tiểu hành tinh vành đai chính được phát hiện ngày 31 tháng 8 năm 2000 bởi Nhóm nghiên cứu tiểu hành tinh gần Trái Đất phòng thí nghiệm Lincoln ở Socorro.